# 田僖子
田乞（？—前485年），妫姓，田氏，名乞，谥僖，史記作釐，又称为陳僖子、陳釐子、田釐子。是齐国田氏家族的首领之一，為田氏家族第七任首领，承襲兄长田开擔任田氏家族首领。田乞向百姓征收赋税时用小斗收进，借给百姓粮食时用大斗，向百姓施以恩德，晏婴多次向齐景公进谏，齐景公却不干涉。
父亲田無宇。

## 生平
田僖子历仕齐景公、齐晏孺子、齐悼公三代。兄长田开無嗣子，田乞得立。晏子說：「齊國以前有豆、區、釜和鍾四種計量工具。四升為一豆，四豆為一區，四區為一釜，十釜則為一鍾。而陳氏的計量工具都增加了一個基數，採用的是五進制，這樣鍾就變得很大了。他借民眾糧食時，用他陳家的計量器，而收債時使用公家的（少收債款，刻意向民眾施恩），山上的木材和海中的水產運到市場上，賣價仍和原地的一樣。人民的三分勞動，有二分是在為國家幹活，一分為自己的衣食忙碌。公室倉庫中的東西都堆積腐爛，而普通老人卻在受凍挨餓。國內的市場裡，鞋子很便宜，而假肢卻很昂貴。人民有了痛苦和疾病，陳氏和對自己父母一樣給予溫暖和關懷。所以人民向流水一般踴躍依附他。陳氏的遠祖箕伯、直柄、虞遂、伯戲已經跟隨陳國始祖陳胡公、太姬來到齊國了。”
田氏的支系子孙司馬穰苴因战功被任命为大司馬，因田氏势力扩大而警惕的高張、国夏对齐景公说穰苴的坏话，司馬穰苴被免官。田乞立志要除掉高氏和国氏。
前490年，齐景公死後、年少的公子荼即位为齐晏孺子，高張、国夏专权。前489年六月，田乞联合鲍牧等大夫攻擊高張、国夏，十月晏孺子退位後被暗殺。田乞拥立晏孺子異母兄公子陽生为齐悼公。田乞担任齐国的宰相，田氏势力更加稳固。田乞死后，儿子成子田恒继位。

## 子孙
- 子：田瓘
- 子：田恒
  - 孙：田盘，又作田班，襄子
    - 曾孙：田白，又作田伯，庄子
      - 玄孙：田悼子
      - 玄孙：田和
- 子：田齿，简子
- 子：田其夷，宣子
- 子：田安，穆子
- 子：田医兹，廪丘子
- 子：田盈，字子芒
- 子：田得，惠子[6]
- 其中可能有一人字子士。杜预以为昭子田庄也是田乞子。司马贞《史记索隐》指出昭子是田乞的弟弟，杜预附会。